# Trowbridge (Kalifornija)
Trowbridge je naseljeno područje za statističke svrhe u američkoj saveznoj državi Kalifornija. Prema popisu stanovništva iz 2010. u njemu je živjelo 226 stanovnika.